# Place de Verdun (Paris)
Pour les articles homonymes, voir Place de Verdun.
La place de Verdun est une voie située dans le quartier des Ternes du 17e arrondissement de Paris, en bordure de la porte Maillot.

## Situation et accès
La place de Verdun est desservie par la ligne 1 à la station Porte Maillot.
S'y rencontrent, la rue de Dreux et la rue du Midi.

## Origine du nom
Elle porte le nom de Verdun, ville du département de la Meuse, célèbre par la bataille dont elle fut le centre en 1916.

## Historique
Cette place est une ancienne partie de l'avenue de Verdun de la commune de Neuilly-sur-Seine, dont le territoire est rattaché en 1929 à la ville de Paris.

## Bâtiments remarquables et lieux de mémoire
- Le 24 juin 1906 est inaugurée place de Verdun une statue du poète Alfred de Musset par Pierre Granet, lors d'une cérémonie présidée par le sous-secrétaire d'État aux Beaux-Arts Étienne Dujardin-Beaumetz. « À travers cette œuvre, la Ville souhaitait rendre hommage à l’écrivain qui venait régulièrement à Neuilly se promener et visiter la famille d’Orléans » écrit un siècle plus tard la municipalité neuilléenne. Elle est retirée au début des années 1950[2],[3].